# 精索靜脈曲張

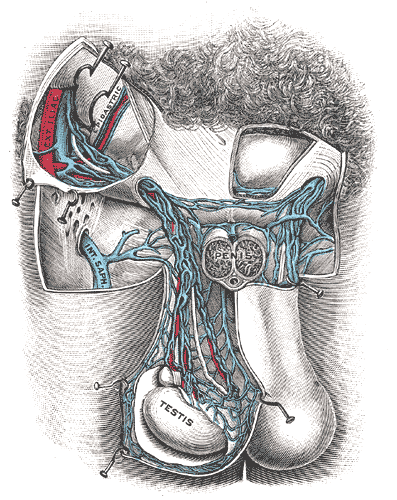
精索静脉示意图。精索静脉是三组静脉的统称：蔓状静脉丛（睾丸静脉）、睾提肌静脉和输精管静脉

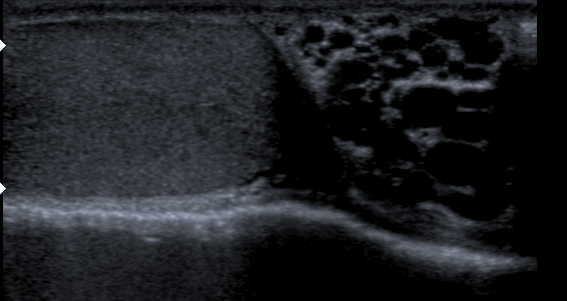
精索靜脈曲張超音波影像（左側睾丸）

精索靜脈曲張（英語：varicocele，VC）是男性精索内蔓状静脉丛的异常扩张、伸长和迂曲的一种血管病变，主因是静脉回流障碍或血流反流。多见于左侧，也可见于双侧或者右侧，是一種成因不明的男科疾病，任何男子均有可能患上。症状可能有阴囊坠胀不适或坠痛，嚴重者可導致睾丸功能减退、萎縮及不育等問題。

## 成因
據Saypol和Howards等人的統計，精索靜脈曲張約有90%以上的出現於陰囊左側，兩側同時發生較少，右側最少。
精索靜脈曲張的成因至今不明；但長時間站立，經常持續增加腹腔內的壓力都有可能引致病況。然而，病症的原理與陰囊內的靜脈瓣膜有關。正常的靜脈瓣膜能阻止血液倒流，由於患者陰囊內血管的缺乏瓣膜或者瓣膜失去功效，導致血液於陰囊內的靜脈積聚，並引致靜脈血管曲張、擴大，甚至在站立時於陰囊皮下浮現出來，形成所謂的「蠕蟲袋（bag of worms）」現象。
如前所述，大部分精索靜脈曲張出現在左側，據學者Ahlberg和Bartley統計，左側精索靜脈缺乏瓣膜的比例比右側高，此外左側精索靜脈以接近直角的角度注入左側腎靜脈，壓力較高故血液回流比較困難；而且左側較容易被左側腎靜脈與上腸系膜動脈（Superior mesenteric artery, SMA）、腹主動脈夾擠影響血流。其他較少見的相關成因有：滿脹的乙狀結腸（Sigmoid colon）壓迫左側靜脈血回流；左側腎上腺分泌腎上腺素，造成精索靜脈的血管痙攣（Vascular spasm）；來自左腎側枝循環（collaterals draining）的血液逆流注入睪丸靜脈（Testicular vein）；腎靜脈狹窄...等等。
精索靜脈曲張亦可能是其他病症的徵兆。陰囊左側的精索靜脈與腎臟靜脈連結，因此腎臟的病變可能會引致血液倒流回陰囊內。肝硬化、肝癌則會導致下腹腔的靜脈阻塞，令右側的精索出現靜脈曲張的現象。若下腹腔出現腫瘤亦有可能令致血管受壓迫而令血液倒流引致病況。

## 病徵
病徵包括：
- 陰囊內的靜脈出現腫脹；多發生於左方睾丸一側，但亦可以發生右方一側，甚至同時出現於兩顆睾丸；[3]
- 陰囊外浮現出如蟲狀的血管分佈；
- 睾丸部位出現間斷性的疼痛；但不適的感覺亦會因人而異；
- 睾丸出現沉重的感覺；
- 由於靜脈血液積聚於陰囊部分，破壞靜脈網原有的逆流熱交換（Countercurrent heat exchange）功能，致使陰囊內的溫度提高，影響精子的產生，有可能會導致不育；
- 睾丸萎縮。
- 睾酮水平的變化。[4][5][6][7][8][9][10][11][12][13]

### 包皮水腫病徵
有時候消炎藥吃過多，對部分男性而言，也會引起包皮水腫的。當然這一類男性患者，基本上患有（精索靜脈曲張/varicocele，VC）的病症，所以導致（...局部靜脈系統沒有完全恢複導致的局部血液和組織液腫脹，包皮水腫即是局部的循環障礙導致成的局部皮膚黏膜腫脹...）。因消炎藥短時間吃過多，導致腎功能遲緩（...陰囊左側的精索靜脈與腎臟靜脈連結，因此腎臟的病變可能會引致血液倒流回陰囊內...）；且白蛋白短時間因流失過多，故而在體內的的膠體滲透壓低於總膠體滲透壓的80％以下。因而在毛細管微循環(capillary microcirculation)裡的膠體滲透壓小於及流體靜力壓(hydrostatic pressure)，故而導致體內組織液被流體靜力壓拉往靜脈外或拉到靜脈末端亂竄，而剛好精索靜脈曲張的患者的靜脈末端(大多在)左側迂曲擴張，所以組織液就往這個較弱的地方流向過去；因而造成包皮水腫(foreskin edema)。

## 檢驗与确诊
- 觸診：檢驗時患者站立讓陰囊下垂，並吸氣用力向下腹擠壓。患者的陰囊皮膚表面會出現如蛔蟲狀彎曲的靜脈。醫生亦會直接以手擠弄陰囊以檢驗睾丸與副睾，以及檢察有否不正常變大的靜脈血管。
- 精液和性激素常規檢驗：由於血液倒流回陰囊引致陰囊及睾丸充血，直接令陰囊內的溫度提高並影響精子的生產，病況會直接影響精子的數目及質量。測試的目的用以確定病況是否影響精子產生。
- 超聲波掃描：用以檢查陰囊內的情況。
- 精索静脉曲张通过体格检查、超声基本上可以确诊，但其与阴囊不适、疼痛、生育、雄激素之间的关系有不确定性，所以应注意精索静脉曲张合并有引起上述症状的其它疾病，特别是以躯体症状为表现的心理疾患。

## 治療

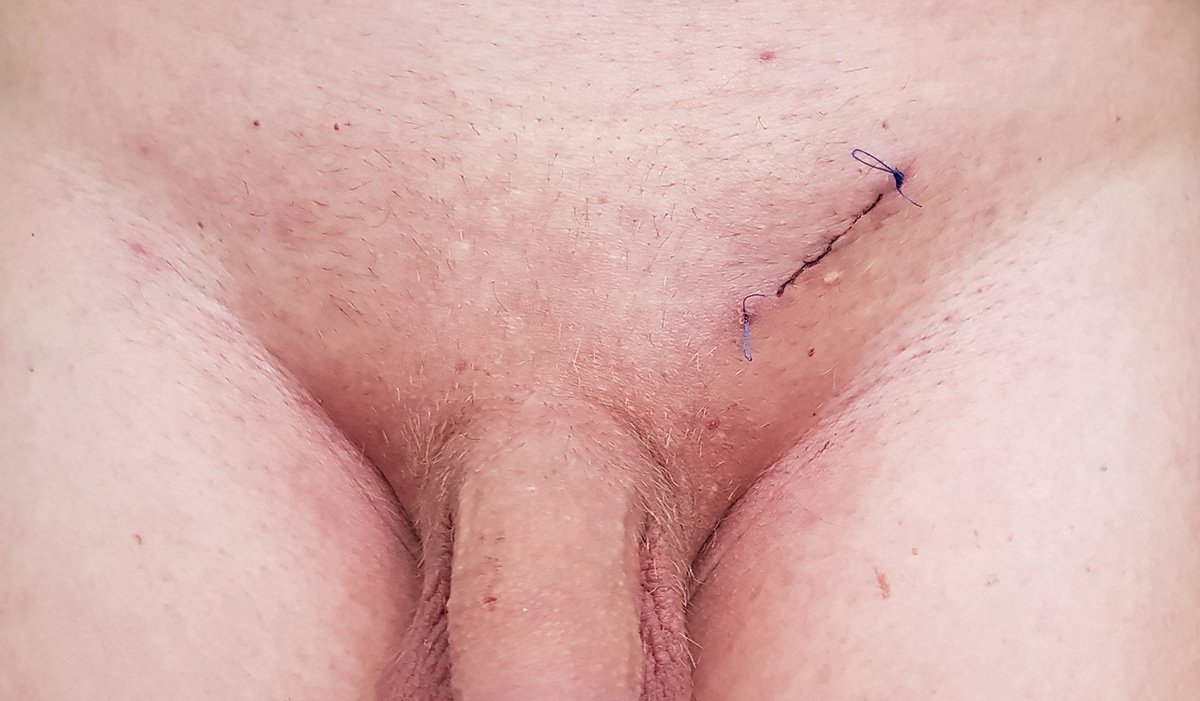
精索静脉曲张显微切除术后伤口

- 透過外科手術，於陰囊切開小孔並結扎其內擴張的靜脈血管，而阻止血液倒流。
- 显微外科手术
- 药物有迈之灵、符瑞曲克芦丁等。

## 外部連結
- Sky News - Israeli Male Fertility Breakthrough Offers Hope To Childless Couples
- Patient UK （页面存档备份，存于） has a nice patient oriented, but detailed explanation of Varicoceles
- The Royal College of Radiologists has good information on Varicocele Embolisation
- the official site of The Gat Goren nonsurgical method for treating varicoceles